# Cardenasiodendron
Cardenasiodendron é um género botânico pertencente à família Anacardiaceae.